# Lista de comandantes gerais da Polícia Militar do Estado do Rio de Janeiro

Esta é uma lista de comandantes gerais da Polícia Militar do estado do Rio de Janeiro, contendo a data de assunção do comando da corporação.
A presente lista inclui desde o primeiro comandante da Divisão Militar da Guarda Real de Polícia, nomeado por Dom João VI em 30 de maio de 1809, até o atual comandante geral da corporação, bem como aqueles que dirigiram a Guarda Policial da Província do Rio de Janeiro, desde 14 de abril de 1835 até a fusão do estado do Rio de Janeiro com o estado da Guanabara, cujos comandantes estão relacionados juntamente com os da Polícia Militar do Distrito Federal, quando esta corporação era responsável pela segurança pública na cidade do Rio de Janeiro, entre 1889 e 1960.
Cabe salientar que, entre os anos de 1983 e 1994, e de 2019 até a atualidade, o comandante geral acumula o cargo de secretário de Estado de Polícia Militar, tendo em vista que a mudança de status administrativo da corporação, estando ela ligada diretamente ao governador fluminense..

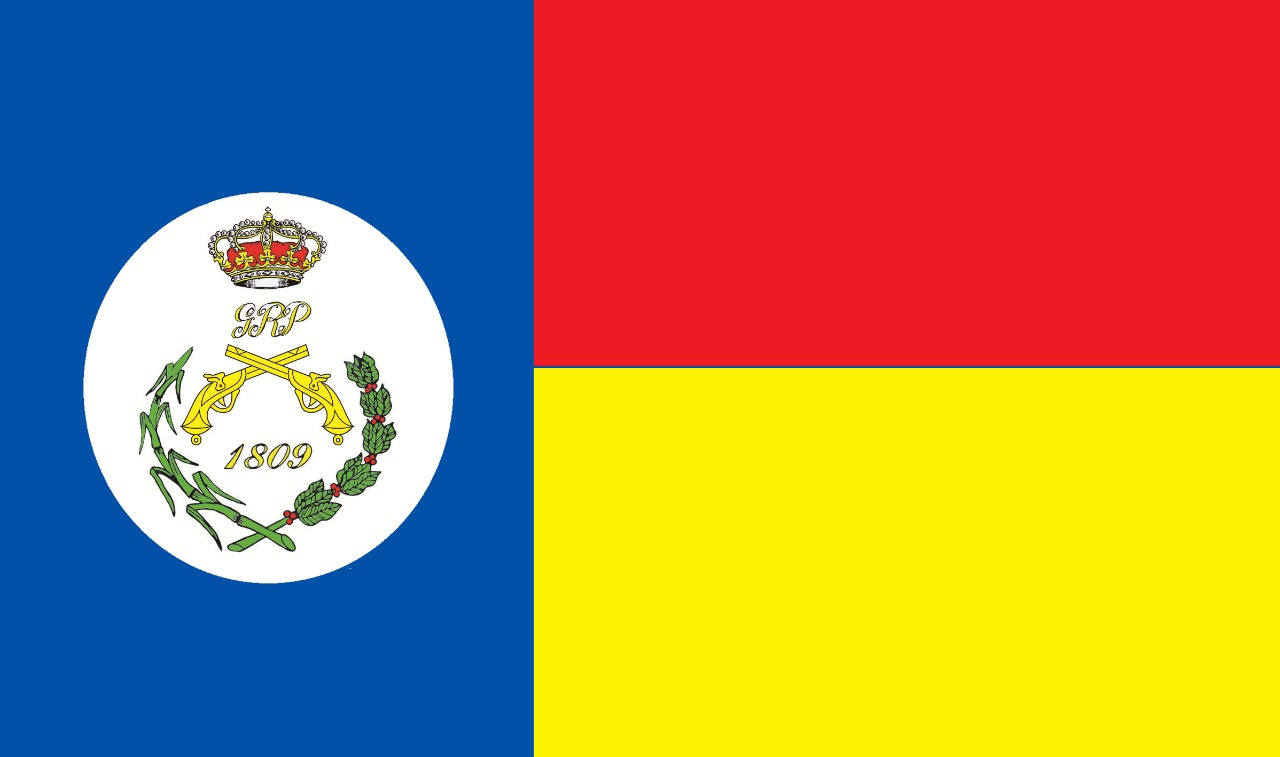
Pavilhão de Comandante Geral da PMERJ (1983-atualidade).

Da Divisão Militar da Guarda Real de Polícia à Polícia Militar do Distrito Federal — 1809-1960
| 01 | Cel PT José Maria Rabello de A. V. e Souza   | 30 de maio de 1809       | 02 | Ten Gen PT José de Oliveira Barbosa           | 27 de fevereiro de 1821 | 03 | Brig PT Miguel Nunes Vidigal                | 27 de fevereiro de 1821 |
| 04 | Brig EB Bento Barroso Pereira                | 15 de outubro de 1824    | 05 | Cel EB Miguel Antônio Flangini                | 22 de dezembro de 1824  | 06 | Cel EB José de Frias e Vasconcellos         | 12 de outubro de 1826   |
| 07 | Maj EB Francisco José dos Reis Alpoim        | 3 de abril de 1831       | 08 | Ten Cel EB Francisco Teobaldo Sanches Brandão | 29 de julho de 1831     | 09 | Ten Cel EB Luiz Alves de Lima e Silva       | 20 de outubro de 1832   |
| 10 | Ten Cel EB João Vieira da Silva              | 17 de dezembro de 1839   | 11 | Maj EB Polidoro da Fonseca Q. Jordão          | 16 de julho de 1841     | 12 | Cel EB Manoel Muniz Tavares                 | 23 de maio de 1844      |
| 13 | Ten Cel EB Polidoro da Fonseca Q. Jordão     | 18 de março de 1846      | 14 | Cel EB Francisco Gomes de Freitas             | 9 de Dezembro de 1856   | 15 | Ten Cel EB Antônio de Sampaio               | 25 de Março de 1859     |
| 16 | Cel EB Manoel Pedro Drago                    | 23 de Dezembro de 1859   | 17 | Cel EB Manoel José Machado da Costa Júnior    | 18 de Março de 1865     | 18 | Cap EB Antônio do Rêgo Duarte               | 10 de Julho de 1865     |
| 19 | Cap EB João Antônio Garcez Palha             | De 21 de Outubro de 1869 | 20 | Cel PM Joaquim Antônio Fernandes Assumpção    | 14 de Julho de 1870     | 21 | Cel EB Antônio Germano de Andrade Pinto     | 6 de Setembro de 1878   |
| 22 | Ten Cel EB Antônio Florêncio Pereira do Lago | 31 de Outubro de 1885    | 23 | Ten Cel EB João Tomás de Cantuária            | 14 de Março de 1888     | 24 | Cel EB Antônio Germano de Andrade Pinto     | 20 de Julho de 1889     |
| 25 | Gen Bda EB Bernardo Vasques                  | 27 de Dezembro de 1889   | 26 | Cel EB José Vicente Leite de Castro           | 11 de Junho de 1891     | 27 | Gen Bda EB Bernardo Vasques                 | 1º de dezembro de 1891  |
| 28 | Gen Bda EB João Batista da Silva Teles       | 13 de Janeiro de 1892    | 29 | Cel EB Venceslau Freire de Carvalho           | 27 de Fevereiro de 1893 | 30 | Cel EB Francisco Agostinho de M. S. Menezes | 4 de Julho de 1893      |
| 31 | Gen Bda EB João Pedro Xavier da Câmara       | 10 de Novembro de 1894   | 32 | Cel EB Sylvestre Rodrigues da Silva Travassos | 7 de Dezembro de 1894   | 33 | Cel EB Carlos de Oliveira Soares            | 1º de abril de 1898     |
| 34 | Cel EB Manoel Tomé Cordeiro                  | 13 de julho de 1898      | 35 | Cel EB Belarmino Augusto de Mendonça Lobo     | 15 de novembro de 1898  | 36 | Gen Bda EB Hermes Rodrigues da Fonseca      | 16 de agosto de 1899    |
| 37 | Gen Bda EB Antônio Carlos da Silva Piragibe  | 18 de agosto de 1904     | 38 | Gen Bda EB José de Siqueira Menezes           | 18 de fevereiro de 1905 | 39 | Gen Bda EB Antônio Geraldo de Souza Aguiar  | 17 de novembro 1906     |
| 40 | Gen Bda EB Gregório Taumaturgo de Azevedo    | 22 de setembro de 1909   | 41 | Gen Bda EB José da Silva Pessoa               | 16 de novembro de 1910  | 42 | Gen Bda EB Olympio Agobar de Oliveira       | 16 de novembro de 1914  |
| 43 | Gen Bda EB Cypriano da Costa Ferreira        | 24 de dezembro de 1918   | 44 | Gen Div EB José da Silva Pessoa               | 11 de outubro de 1919   | 45 | Gen Bda EB Carlos Arlindo                   | 21 de setembro de 1924  |
| 46 | Cel EB Jonathas da Costa Rêgo Monteiro       | 24 de outubro de 1930    | 47 | Gen Bda EB Constâncio Dechamps Cavalcanti     | 24 de outubro de 1930   | 48 | Gen Bda EB Pantaleão Telles Ferreira        | 6 de novembro de 1930   |
| 49 | Gen Bda EB Emílio Lúcio Esteves              | 7 de dezembro de 1931    | 50 | Gen Bda EB Mário José Pinto Guedes            | 1º de outubro de 1936   | 51 | Gen Bda EB Edgar Facó                       | 27 de março de 1938     |
| 52 | Gen Bda EB Odylio Denys                      | 10 de junho de 1940      | 53 | Gen Div EB Alexandre Zacarias de Assumpção    | 27 de dezembro de 1945  | 54 | Gen Bda EB Onofre Muniz Gomes de Lima       | 23 de agosto de 1947    |
| 55 | Gen Div EB Aristóteles de Souza Dantas       | 23 de novembro de 1948   | 56 | Gen Bda EB Raphael Danton Garrastazú Teixeira | 3 de março de 1949      | 57 | Cel EB Niso de Vianna Montezuma             | 1º de outubro de 1951   |
| 58 | Gen Ex EB João Ururahy de Magalhães          | 17 de março de 1953      | 59 | Cel EB Manoel Joaquim Guedes                  | 27 de setembro de 1956  | 60 | Gen Bda EB Oromar Osório                    | 28 de maio de 1957      |
| 61 | Cel EB Luiz Ignácio Jaques Júnior            | 13 de janeiro de 1959    | 62 | Cel EB Anfrisio de Rocha Lima                 | 18 de novembro de 1959  |    |                                             |                         |

Da Guarda Policial da Província do Rio de Janeiro à Polícia Militar do Estado do Rio de Janeiro — 1835-1975
| 01 | Cap EB João Nepomuceno Castrioto         | 3 de maio de 1835       | 02 | Cap EB Thomaz Gonçalves da Silva          | 2 de outubro de 1861    | 03 | Cap EB João José de Brito                     | 23 de maio de 1863      |
| 04 | Ten PM Francisco Dias da Costa           | 15 de fevereiro de 1865 | 05 | Maj EB João Jaques Godfroy                | 27 de janeiro de 1866   | 06 | Ten Cel EB Luiz Antônio Correa de Albuquerque | 1867                    |
| 07 | Ten Cel EB Francisco Gomes Machado       | 28 de abril de 1871     | 08 | Cel EB Augusto Francisco Caldas           | 23 de janeiro de 1878   | 09 | Cel EB Francisco Gomes Machado                | 12 de novembro de 1885  |
| 10 | Cel EB Honório de Souza Lima             | 21 de junho de 1889     | 11 | Cap EB Francisco Vítor da Fonseca e Silva | 15 de novembro de 1889  | 12 | Ten Cel EB Francisco Xavier Baptista          | 15 de novembro de 1890  |
| 13 | Cel EB Antônio Justino Deschamps Cunha   | 1891                    | 14 | Ten Cel PM Ludogero Elias Guimarães       | 1892                    | 15 | Maj EB Luiz Barbedo                           | 3 de janeiro de 1893    |
| 16 | Cel EB Luiz José da Fonseca Ramos        | 26 de maio de 1893      | 17 | Maj EB Manuel Lopes Carneiro da Fontoura  | 8 de agosto de 1895     | 18 | Maj EB Innocêncio Fabrício Ferreira de Mattos | 1º de julho de 1900     |
| 19 | Maj PM Manoel Romão Alves                | 17 de agosto de 1901    | 20 | Ten Cel EB Eduardo da Costa Pinheiro      | 1902                    | 21 | Cap PM Timotheo da Silva Santos               | 7 de março de 1910      |
| 22 | Cap EB João Philadelpho da Rocha         | 12 de outubro de 1910   | 23 | Cap EB José Ribeiro Pereira               | 31 de outubro de 1914   | 24 | Ten Cel PM João Pereira dos Santos Abreu      | 11 de outubro de 1919   |
| 25 | Maj EB Oscar Gualberto Dias de Moura     | 13 de julho de 1922     | 26 | Ten Cel EB Christiano Alves Pinto         | 28 de outubro de 1923   | 27 | Ten Cel EB Antônio Bricio Guilhon             | 23 de dezembro de 1927  |
| 28 | Maj EB Eurico Mariano de Oliveira        | 24 de outubro de 1930   | 29 | Cap EB Arnaldo Bittencourt                | 30 de maio de 1931      | 30 | 1º Ten EB Ademar Vilela dos Santos            | 6 de novembro de 1931   |
| 31 | Cap EB Luiz Braga Mury                   | 16 de dezembro de 1931  | 32 | Cap EB Jairo Jair de Albuquerque Lima     | 27 de fevereiro de 1937 | 33 | Ten Cel PM João Pereira dos Santos Abreu      | 9 de junho de 1937      |
| 34 | Maj EB Djalma José Álvares da Fonseca    | 11 de novembro de 1937  | 35 | Cap EB Marcos de Souza Vargas             | 6 de novembro de 1945   | 36 | Cap EB Evandro Moreira de Souza Lima          | 9 de março de 1946      |
| 37 | Ten Cel PM José do Patrocínio Ferreira   | 16 de maio de 1947      | 38 | Maj EB Celso Bath Rosas                   | 4 de junho de 1947      | 39 | Maj EB Geraldo Lemos do Amaral                | 31 de janeiro de 1951   |
| 40 | Maj EB Pedro Romeiro Vianna              | 7 de abril de 1952      | 41 | Ten Cel EB Jerônimo Derengowski           | 7 de fevereiro de 1955  | 42 | Cel PM Jonathan Dezerto Bastos                | 25 de março de 1958     |
| 43 | Cap EB Vinicius Despinay                 | 17 de julho de 1958     | 44 | Ten Cel EB Celso Bath Rosas               | 11 de agosto de 1958    | 45 | Cel PM Joaquim da Costa Santos                | 1º de fevereiro de 1959 |
| 46 | Maj EB João José Brandão Siqueira        | 9 de outubro de 1959    | 47 | Cel PM José Couto do Nascimento           | 18 de fevereiro de 1960 | 48 | Maj EB Floriano Freire de Oliveira            | 22 de março de 1960     |
| 49 | Cel PM Wilson Moreira da Costa           | 13 de março de 1961     | 50 | Ten Cel EB Túlio Madruga                  | 22 de março de 1961     | 51 | Cel PM Sílvio Álvares da Cunha                | 7 de fevereiro de 1963  |
| 52 | Maj EB Araken Domingues Costa            | 12 de fevereiro de 1963 | 53 | Cel PM Mário Dezerto da Silva             | 26 de julho de 1963     | 54 | Ten Cel EB João Evangelista Mendes            | 9 de agosto de 1963     |
| 55 | Cel PM Mário Dezerto da Silva            | 2 de abril de 1964      | 56 | Maj EB José Bismarck de Souza             | 29 de abril de 1964     | 57 | Cel PM Mário Freire                           | 22 de junho de 1966     |
| 58 | Ten Cel EB Eduardo do Couto Pfell        | 23 de junho de 1966     | 59 | Cel PM Mário Freire                       | 2 de fevereiro de 1967  | 60 | Ten Cel EB Hindemburgo Coelho de Araújo       | 16 de fevereiro de 1967 |
| 61 | Ten Cel EB Roberto de Castro Barcellos   | 29 de março de 1971     | 62 | Cel EB Lário Lopes Serrano                | 31 de janeiro de 1973   | 63 | Cel PM José dos Santos Filho                  | 2 de janeiro de 1974    |
| 64 | Cel EB Evaristo Antônio Brandão Siqueira | 15 de fevereiro de 1974 |    |                                           |                         |    |                                               |                         |

Polícia Militar do Estado da Guanabara — 1960-1975
| 01 | Cel EB Antônio Barcellos Borges Filho | 8 de Dezembro de 1960 | 02 | Cel EB Marílio Malaquias dos Santos | 5 de Junho de 1961    | 03 | Ten Cel PM Darcy Fontenelle de Castro | 4 de Outubro de 1961   |
| 04 | Cel PM Edson Moura Freitas            | 11 de Janeiro de 1962 | 05 | Gen Bda Darcy Lázaro                | 4 de Dezembro de 1965 | 06 | Gen Bda Oswaldo Ferrari de Carvalho   | 11 de Dezembro de 1967 |
| 07 | Gen Bda Adyr Fiúza de Castro          | 9 de Janeiro de 1974  |    |                                     |                       |    |                                       |                        |

Polícia Militar do Estado do Rio de Janeiro — 1975 até a atualidade
| 01 | Cel EB Milton Paulo Teixeira Rosa      | 15 de março de 1975     | 02 | Cel EB Mário José Sotero de Menezes    | 5 de janeiro de 1977    | 03 | Cel EB Aníbal de Melo Henriques       | 22 de março de 1979   | 04 | Cel EB Nilton de Albuquerque Cerqueira | 11 de fevereiro de 1981 |
| 05 | Cel EB Edgar da Silva Pingarilho Filho | 17 de fevereiro de 1982 | 06 | Cel PM Carlos Magno Nazareth Cerqueira | 18 de fevereiro de 1983 | 07 | Cel PM Manoel Elysio dos Santos Filho | 15 de março de 1987   | 08 | Cel PM Carlos Magno Nazareth Cerqueira | 15 de março de 1991     |
| 09 | Cel PM Dorasil Castilho Corval         | 1º de janeiro de 1995   | 10 | Cel PM Sérgio da Cruz                  | 5 de janeiro de 1999    | 11 | Cel PM Wilton Soares Ribeiro          | 19 de junho de 2001   | 12 | Cel PM Francisco José Braz             | 9 de abril de 2002      |
| 13 | Cel PM Renato Silva Hottz              | 1º de janeiro de 2003   | 14 | Cel PM Hudson de Aguiar Miranda        | 29 de Julho de 2004     | 15 | Cel PM Ubiratan de Oliveira Ângelo    | 1º de janeiro de 2007 | 16 | Cel PM Gilson Pitta Lopes              | 29 de janeiro de 2008   |
| 17 | Cel PM Mário Sérgio de Brito Duarte    | 7 de julho de 2009      | 18 | Cel PM Erir Ribeiro Costa Filho        | 29 de setembro de 2011  | 19 | Cel PM José Luis Castro Menezes       | 6 de agosto de 2013   | 20 | Cel PM Íbis Silva Pereira              | 7 de Novembro de 2014   |
| 21 | Cel PM Alberto Pinheiro Neto           | 1º de janeiro de 2015   | 22 | Cel PM Edison Duarte Santos Júnior     | 4 de Janeiro de 2016    | 23 | Cel PM Wolney Dias Ferreira           | 25 de outubro de 2016 | 24 | Cel PM Luis Cláudio Laviano            | 14 de março de 2018     |
| 25 | Cel PM Rogério Figueiredo de Lacerda   | 2 de janeiro de 2019    | 26 | Cel PM Luís Henrique Marinho Pires     | 27 de agosto de 2021    | 27 | Cel PM Marcelo de Menezes Nogueira    | 24 de abril de 2024   |    |                                        |                         |
|    |                                        |                         |    |                                        |                         |    |                                       |                       |    |                                        |                         |